# Chiesa anglicana (Rapallo)
La chiesa anglicana di Saint George è stato un luogo di culto anglicano situato nel comune di Rapallo, in via Costaguta, nella città metropolitana di Genova.
Edificata nel 1902, dichiarato monumento nazionale dal 2001, il sito è oggi chiuso al culto religioso e al pubblico.

## Storia e descrizione

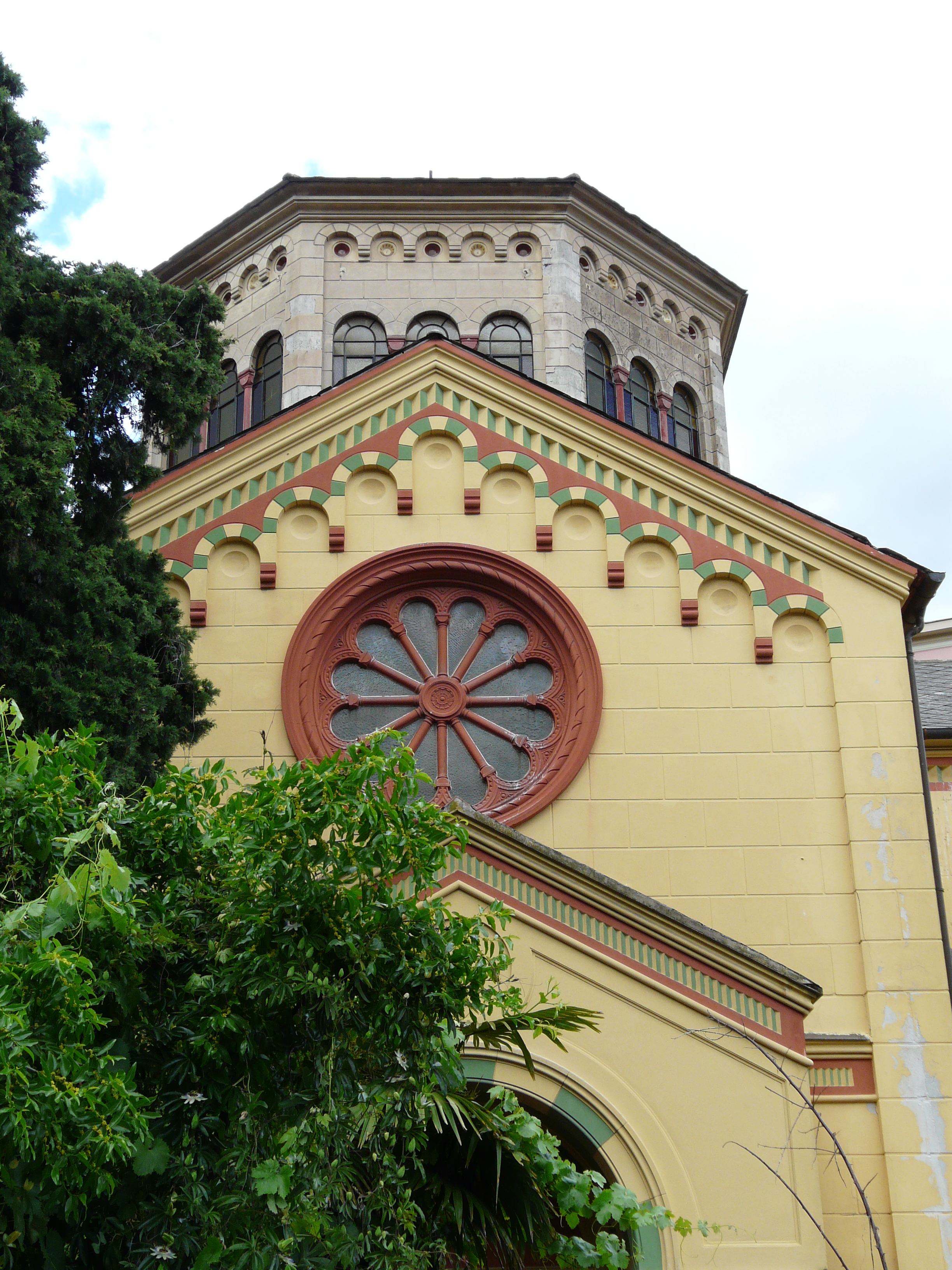
Particolare del complesso

Voluta per le esigenze della comunità britannica, soggiornante stagionalmente a Rapallo dalla seconda metà dell'Ottocento e inizio Novecento, subì un primo declino con lo scoppio della seconda guerra mondiale.
Requisita dalle forze armate tedesche, così come altri beni inglesi dopo l'8 settembre 1943, che lo adibì a deposito di merci e alimentari, fu solo con la cessazione del conflitto che la struttura riprese la sua attività religiosa.
Con la sempre più ridotta presenza di ospiti britannici, ormai non più paragonabile con i fasti degli anni dieci e venti del XX secolo, la chiesa cadde in un lento disuso tanto che, nel 1975, il complesso fu posto in vendita. Oggi l'edificio è di proprietà privata.
In questa chiesa furono celebrati i funerali dello scrittore e caricaturista inglese Max Beerbohm, il 20 maggio del 1956.